# 1937 Locarno
1937 Locarno este un asteroid din centura principală, descoperit pe 19 decembrie 1973 de Paul Wild.